# 孙俊良
孙俊良（1963年—），陕西神木人，汉族，中华人民共和国政治人物、第十二届全国人民代表大会陕西地区代表。
毕业于延安大学企业管理专业。2013年，担任全国人大代表。